# Colt Walker (gimnasta)
Colt Walker (Austin, 25 de junio de 2001) es un deportista estadounidense que compite en gimnasia artística. En los Juegos Panamericanos de 2023 obtuvo dos medallas, oro por equipo y plata en las barras paralelas.

## Palmarés internacional
| Juegos Panamericanos | Juegos Panamericanos | Juegos Panamericanos | Juegos Panamericanos |
| Año                  | Lugar                | Medalla              | Prueba               |
| -------------------- | -------------------- | -------------------- | -------------------- |
| 2023                 | Santiago (Chile)     | Medalla de oro       | Concurso por equipos |
| 2023                 | Santiago (Chile)     | Medalla de plata     | Paralelas            |